# 尼科洛·扎尼奥洛
尼科洛·扎尼奥洛（義大利語：Nicolò Zaniolo，發音：[nikoˈlɔ ddzaˈnjɔːlo]；1999年7月2日—）是意大利足球运动员，场上司职中场，現時効力土耳其足球超级联赛球队加拉塔沙雷，同时也是意大利国家队成员。

## 俱乐部生涯

### 早期生涯
扎尼奥洛出生在意大利托斯卡纳大区的马萨市，他在佛罗伦萨的青训系统中度过了6年时光。在2016年夏窗的最后一天，他被佛罗伦萨解约，随后加入了恩特拉的青训系统。在加盟球队后，他加入了恩特拉的青年队，并随队征战青年联赛。几个月后，以17岁的年龄，扎尼奥洛在2017年3月11日恩特拉3-2击败贝内文托的意乙比赛中完成了职业队首秀。在2016-17赛季，他总共为蓝白军团出场7次。
2017年7月5日，意甲豪门国际米兰官方宣布，从恩特拉签下了扎尼奥洛，据悉转会费为180万欧元，加上170万欧元的浮动条款。他在2017-18赛季为国际米兰青年队打进了13粒进球，帮助球队夺得了青年联赛冠军，他自己也成为了队内最佳射手2017年7月9日，扎尼奥洛在季前热身赛完成了国米一线队首秀。但是，他并没有为国米一线队出战任何正式比赛。

### 罗马
2018年6月，有媒体称扎尼奥洛将作为纳因戈兰转会国米的交易的一部分，与队友桑顿加盟罗马。他在6月25日完成了他的体检，并与俱乐部签下了一份为期5年的合同，转会费为450万欧元，加上15%的二次转会分成。9月19日，罗马在伯纳乌球场0-3输给皇家马德里的欧冠比赛中，扎尼奥洛替补上场，完成了罗马首秀。2018年9月26日，19岁的扎尼奥洛在罗马主场4-0大胜弗罗西诺内的比赛中完成了意甲首秀。12月26日，他在罗马3-1击败萨索洛的比赛中打进了他的意甲首球。2019年2月12日，扎尼奥洛在罗马2-1击败波尔图的比赛中梅开二度，他也因此成为了在欧冠中同场打进两球最年轻的意大利球员。
2020年1月12日，在罗马主场1-2输给尤文图斯的比赛中，扎尼奥洛右膝的前十字韧带受伤。直到2020年6月，他才伤愈复出，并重返训练场。此外，他还收到了来自意大利和全世界的足球从业者的支持信，包括意大利国家队主教练曼奇尼，“忧郁王子”罗伯托·巴乔，和前罗马队长托蒂，他们在2006年初发生类似情况后也是由同一位外科医生进行手术。
2021年8月，扎尼奧洛在首屆欧足联欧洲协会联赛中以 3-0 擊敗特拉布宗體育的比賽中打進了他第二次膝傷復出後的第一個進球。
2022年5月25日，首次舉辦的欧足联欧洲协会联赛在阿爾巴尼亞首都地拉那的科姆伯塔雷竞技场進行決賽，羅馬憑辛尼奧路射入全場唯一入球，以1:0小勝封王。

### 阿斯頓維拉
2023年12月22日，扎尼奧洛在第97分鐘攻入他在阿斯頓維拉的首個英超進球，幫助球隊1-1扳平謝菲爾德聯的比分。

## 国家队生涯
扎尼奥洛在2018年随意大利U19打进了U-19欧锦赛的决赛。意大利最终在加时赛中4-3输给了葡萄牙U19，获得亚军。
2018年9月1日，在没有任何意甲出场记录的情况下，扎尼奥洛被意大利国家队主帅曼奇尼招入了意大利对阵波兰和葡萄牙的欧国联比赛大名单中。
2018年10月11日，在主教练迪比亚吉奥手下，扎尼奥洛在意大利U210-1输给比利时U21的比赛中完成了U21国家队首秀。
2019年3月23日，在意大利主场2-0击败芬兰的2020年欧洲杯预选赛的比赛中，扎尼奥洛替补出场，换下了维拉蒂，完成了成年国家队首秀。10月15日，他在意大利客场5-0大胜列支敦士登的2020年欧洲杯预选赛的比赛中第一次为国家队首发出战。11月18日，在意大利主场9-1血洗亚美尼亚的2020年欧洲杯预选赛的比赛中，扎尼奥洛梅开二度，打进了他的第一粒与第二粒成年国家队进球；他也助攻了因莫比莱的第二粒进球。
2020年9月7日，在入选了意大利征战2020–21年欧国联的大名单后，扎尼奥洛在意大利客场1-0小胜荷兰的上半场比赛中遭到了8个月内的第二次前十字韧带受伤。与上次不同的是，这一次他受伤的部位则是左膝。

## 球风
扎尼奥洛的身高达到了1.90米（6'3"），他是一名又高、又快、也很强壮的球员，其盘带技术也同样出色。由于他强大的创造力、细腻的技术、积极的跑动、充沛的体力、以及身体对抗的能力，他可以在多个中场位置中发挥自己的能力。扎尼奥洛可以出任前腰、中前卫、指挥官、全能中场、甚至拖后组织核心等位置。他也可以出任边锋位置，在那里他可以发挥他的进球天赋、创造机会的能力、在进攻端的威胁、以及创造出的深度。媒体认为他是意大利最有天赋的年轻球员之一。

## 个人生活
扎尼奥洛的父亲伊戈尔·扎尼奥洛也是一名足球运动员，场上司职前锋，曾效力过多支意乙和意丙球队。

## 生涯数据

### 俱乐部
最後更新：2020年8月6日.
| 俱乐部   | 赛季     | 级别     | 联赛 | 联赛 | 杯赛 | 杯赛 | 欧战 | 欧战 | 其他 | 其他 | 合计 | 合计 |
| 俱乐部   | 赛季     | 级别     | 出场 | 进球 | 出场 | 进球 | 出场 | 进球 | 出场 | 进球 | 出场 | 进球 |
| -------- | -------- | -------- | ---- | ---- | ---- | ---- | ---- | ---- | ---- | ---- | ---- | ---- |
| 恩特拉   | 2016–17  | 意乙     | 7    | 0    | –    | –    | –    | –    | –    | –    | 7    | 0    |
| 罗马     | 2018–19  | 意甲     | 27   | 4    | 2    | 0    | 7    | 2    | –    | –    | 36   | 6    |
| 罗马     | 2019–20  | 意甲     | 26   | 6    | 0    | 0    | 7    | 2    | –    | –    | 33   | 8    |
| 罗马     | 合计     | 合计     | 53   | 10   | 2    | 0    | 14   | 4    | 0    | 0    | 69   | 14   |
| 生涯合计 | 生涯合计 | 生涯合计 | 60   | 10   | 2    | 0    | 14   | 4    | 0    | 0    | 76   | 14   |

1. ↑  在欧冠中的出场
2. ↑  在欧联杯中的出场

### 国家队
最後更新：2023年11月20日.
| 2019 | 5  | 2 |
| 2020 | 2  | 0 |
| 2021 | 1  | 0 |
| 2022 | 3  | 0 |
| 2023 | 6  | 0 |
| 合计 | 17 | 2 |

### 国家队进球
2023年11月20日更新
| # | 日期           | 地点                       | 对手     | 进球后的比分 | 最终结果 | 赛事               |
| - | -------------- | -------------------------- | -------- | ------------ | -------- | ------------------ |
| 1 | 2019年11月18日 | 義大利巴勒莫市巴尔贝拉球场 | 亞美尼亞 | 2–0          | 9–1      | 2020年欧洲杯预选赛 |
| 2 | 2019年11月18日 | 義大利巴勒莫市巴尔贝拉球场 | 亞美尼亞 | 5–0          | 9–1      | 2020年欧洲杯预选赛 |

## 荣誉

### 球會
羅馬
- 歐足聯歐洲協會聯賽：2021–22[22]

### 国家队
意大利U-19
- U-19欧锦赛亚军：2018[24]

### 个人
- U-19欧锦赛赛事最佳阵容（替补）：2018[35]
- 意甲最佳新秀：2018–19[36]